# Psiliglossa algeriensis
Psiliglossa algeriensis är en stekelart som beskrevs av Edward Saunders entomologist  1905. Psiliglossa algeriensis ingår i släktet Psiliglossa och familjen Eumenidae. Inga underarter finns listade i Catalogue of Life.